# Nettingsdorfer Papierfabrik

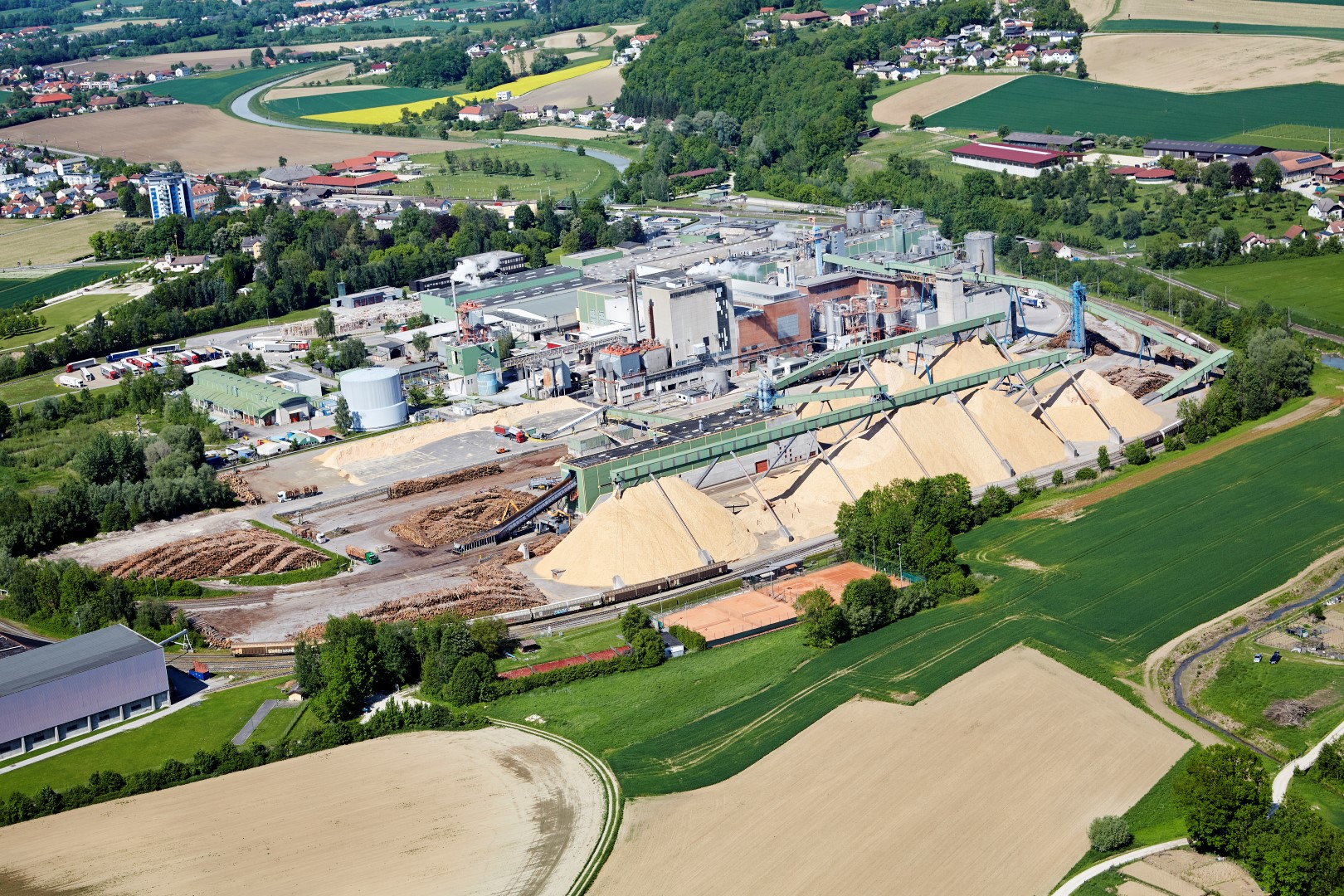
Firmengelände der Smurfit Kappa Nettingsdorf

Die Smurfit Westrock Nettingsdorf AG & Co KG in Nettingsdorf, ein Ortsteil der oberösterreichischen Stadtgemeinde Ansfelden, ist ein Hersteller von Wellpappe-Rohpapieren und ein Unternehmen der Smurfit Westrock Group.

## Geschichte
Die Ursprünge der Papierfabrik gehen bis 1851 zurück, als Franz Haltmay(e)r das Anwesen Nettingsdorf Nr. 23, die sogenannte „Stegmühle“, kaufte und diese zu einer „Maschinen-Papierfabrik“ umbaute. Im Juni 1853 ging er damit in Produktion und beschäftigte 49 Mitarbeiter. 1873 ging das Unternehmen in Konkurs und wurde 1875 von Julius Roemer, ehemaliger Fabriksdirektor der Papierfabrik Steyrermühl, aufgekauft. 1897 erfolgte die Umwandlung in eine Aktiengesellschaft. 1908 wurde eine eigene Betriebsfeuerwehr (BTF Nettingsdorf) gegründet. Am 18. Juli 1910 starb Bruno Roemer, Verwaltungsrat, Direktor der Nettingsdorfer Papierfabrik Aktiengesellschaft und Sohn von Julius Roemer. Eine bedeutende Rolle hatte auch Richard Stepski (1879–1973) inne, der Vorstand, Direktor und ab 1948 Aufsichtsratsmitglied war und zum Ehrenpräsidenten ernannt wurde.
1995 beteiligte sich die irische Jefferson Smurfit Group mit 27,5 %  am Unternehmen und übernahm es bis 2000 ganz.

## Unternehmen
Die Nettingsdorfer Papierfabrik ist eine integrierte Papierfabrik und produziert aus Holz Papier. Die beiden Hauptprodukte sind KRAFTLINER braun und DECKENPAPIER (Testliner). Die Exportquote liegt bei ca. 85 %.